# Septoria obesa
Septoria obesa är en svampart som beskrevs av Syd. & P. Syd. 1914. Septoria obesa ingår i släktet Septoria och familjen Mycosphaerellaceae.   Inga underarter finns listade i Catalogue of Life.